# What Do You Want from Me (Cascada-dal)
A What Do You Want from Me a Cascada német együttes második kislemeze a Perfect Day albumról.

## Dallista
CD kislemez (Németország)
1. What Do You Want From Me? (Radio Edit)
2. What Do You Want From Me? (Extended Mix)
3. What Do You Want From Me? (S & H Project Radio Edit)
4. What Do You Want From Me? (DJ Gollum Radio Edit)

CD kislemez (Egyesült Királyság)
1. What Do You Want From Me? (Radio Edit)
2. What Do You Want From Me? (K-Klass Classic Radio Edit)
3. What Do You Want From Me? (Original/Extended Mix)
4. What Do You Want From Me? (Hypasonic Mix)
5. What Do You Want From Me? (K-Klass Mix)
6. What Do You Want From Me? (Manox Remix)
7. What Do You Want From Me? (Fugitive's Freedom Mix)

## Remixek, változatok listája
- What Do You Want From Me (Radio Edit) 2:50
- What Do You Want From Me (Extended Mix) 4:46
- What Do You Want From Me (K-Klass Remix) 6:28
- What Do You Want From Me (K-Klass Radio Edit) 3:34
- What Do You Want From Me (Flip and Fill Remix) 6:07
- What Do You Want From Me (Hypasonic Remix) 6:07
- What Do You Want From Me (Fugitives Freedom Remix) 5:22
- What Do You Want From Me (Manox Remix) 6:02
- What Do You Want From Me (Manox Radio Edit) 3:31
- What Do You Want From Me (Fugitives Freedom Radio Edit) 3:57
- What Do You Want From Me (Ti-Mo Vs Stefan Rio Remix) 5:08
- What Do You Want From Me (Ti-Mo Vs Stefan Rio Radio Edit) 3:43
- What Do You Want From Me (DJ Cyrus Remix) 5:35
- What Do You Want From Me (DJ Cyrus Radio Edit) 3:33
- What Do You Want From Me (Club Mix) 4:59
- What Do You Want From Me (Alex K Remix) 4:20
- What Do You Want From Me (Original Mix) 4:44
- What Do You Want From Me (S & H Project Radio Edit) 3:34
- What Do You Want From Me (S & H Project Remix) 5:47
- What Do You Want From Me (DJ Gollum Radio Edit) 3:35
- What Do You Want From Me (DJ Gollum Remix) 5:24
- What Do You Want From Me (Basslovers United Radio Edit) 3:40
- What Do You Want From Me (Basslovers United Extended Mix)
- What Do You Want From Me (Studio Acapella With Out Effects)
- What Do You Want From Me (Scotty-Donk Project 2010 Remix)